# Landschaftspflegehof (Frankenhardt)
Der Landschaftspflegehof ist ein Wohnplatz im Ortsteil Gründelhardt der Gemeinde Frankenhardt im Landkreis Schwäbisch Hall im Nordosten Baden-Württembergs.

## Geographische Lage
Der Landschaftspflegehof liegt etwa anderthalb Kilometer nordöstlich der Ortsmitte von Gründelhardt und weniger als einen halben Kilometer östlich des Nachbargehöfts Betzenmühle am Fuß des rechten Talsporns des Betzenbachs, der dort in die Speltachgrund genannte breite Talebene der Speltach übertritt. Weniger als zweihundert Meter im Südosten steigt die Landesstraße 1066 von Gründelhardt in Richtung Crailsheim durch ein kleineres Tal in den Speltachgrund ab.
Der Wohnplatz liegt im Unterraum Burgberg-Vorhöhen und Speltachbucht des Naturraums der Schwäbisch-Fränkischen Waldberge und steht auf Gipskeuper (Grabfeld-Formation).

## Beschreibung
Der Landschaftspflegehof umfasst ein Wohnhaus mit der einzigen Hausnummer und dazu landwirtschaftliche Nebengebäude, vor allem einen großen Schafstall. Er liegt inmitten des flächenhaften Naturdenkmals „Heideflächen mit Eichen SO der Betzenmühle“. Am Hang über den Gebäuden steht in lockerem Abstand ein knappes Dutzend alter Huteichen. Am Anwesen vorbei führt eine Gemeindestraße von der Betzenmühle zur Landesstraße.
Der Landschaftspflegehof wurde 1991 auf Betreiben der Bezirksstelle für Naturschutz Stuttgart von der Gemeinde Frankenhardt errichtet, auf deren 70 km² großem Gebiet es etliche große und kleine Magerrasenflächen auf Gipskeupermergel gibt. An den Kosten der Einrichtung beteiligte sich die Naturschutzverwaltung des Landes. Auf dem Hof lebt und wirtschaftet seitdem ein Schäfer, der diese Flächen beweidet.

## Geschichte
Eine ältere topographische Karte von 1936 zeigt dort noch einen völlig unbebauten Hang mit schon damals großen Einzelbäumen auf einer Weidefläche am Spornhang. Auch die Oberamtsbeschreibung von 1884 kennt noch keine Parzelle von Gründelhardt des Namens Landschaftspflegehof.